# Superdelegado
Superdelegado (em inglês; superdelegate) é um termo informal que se usa para designar alguns dos delegados das convenções nacionais dos principais partidos dos Estados Unidos da América, em especial (pela sua quantidade), os delegados da Convenção Nacional do Partido Democrata.

## Superdelegados do Partido Democrata
De modo distinto da maioria dos delegados assistentes à convenção, os superdelegados não são seleccionados com base nas eleições primárias ou nos caucus do Partido Democrata em cada estado. Os superdelegados têm o seu posto na convenção de forma automática, obtendo esta condição os actuais e os ex-titulares de um cargo eleito e os funcionários do partido. Estas pessoas são livres de apoiar qualquer candidato, incluidos os que se tenham retirado da corrida, independentemente do resultado que tenha havido nas eleições primárias do Estado a que pertencem.
São assim superdelegados os membros Democratas do Congresso dos Estados Unidos da América, os governadores e outros funcionários eleitos do partido, membros do Comité Nacional Democrata, tal como todos os ex-Presidentes dos Estados Unidos Democratas, os ex-vice-presidentes, todos os ex-líderes da maioria (ou minoria) Democrata do Senado e do Congresso e os ex-presidentes do Comité Nacional Democrata. 
A convenção nacional democrata de 2008 terá aproximadamente 794 superdelegados, embora este número possa mudar até ao começo da convenção. Os delegados elegíveis através de eleições Primárias ou caucus serão 3.253, o que leva a um total de 4.047 votos na convenção. Portanto, necessita-se de 2024 votos para ganhar a nomeação. Assim os superdelegados só representam a quinta parte de todos os votos na convenção. No entanto, na convenção nacional democrata de 2008 estes superdelegados terão uma relevância especial já que os principais candidatos, a senadora Clinton e o senador Obama, obtiveram resultados muito semelhantes.

## Superdelegados do Partido Republicano
O Partido Republicano também tem na sua convenção delegados sem ter em conta os resultados das primárias ou caucus republicanos. No entanto, os únicos republicanos nesta condição são os membros do Comité Nacional do Partido Republicano. Na Convenção Nacional Republicana de 2008, os membros deste comité são 123 entre um total de 2380 delegados da convenção. Por isso, o seu peso é muito menor.